# Metal for Muthas Tour e Europe 80
Il Metal for Muthas Tour e Europe 80 è stato il primo tour della band heavy metal Iron Maiden, svoltosi nel 1980 a cavallo dell'uscita del loro primo album Iron Maiden.

## Notizie generali

### Metal For Muthas Tour
È difficile definire con esattezza il momento in cui gli Iron Maiden cominciarono il loro primo "tour". Sin dal 1976, i Maiden avevano eseguito diverse piccole tournée nei pub e nei club di Londra, inclusi «The Cart and Horses», «The Ruskin Arms», «The Marquee» e naturalmente «The Soundhouse». Comunque, sembra chiaro che il primo tour degli Iron Maiden fatto per pubblicizzare un album fu il Metal for Muthas Tour, nel quale essi eseguirono diversi concerti in coppia con altre band.
La tracklist includeva canzoni che facevano parte del loro repertorio da anni e che erano senza dubbio le preferite del pubblico. Molte di queste canzoni vennero incluse nel loro primo album Iron Maiden, anche se alcune come Wrathchild e Another Life ebbero vita più lunga e finirono nel loro secondo album, Killers. Ogni spettacolo dei Maiden prevedeva almeno un assolo di chitarra da parte di Dave Murray, ma a causa dei molti avvicendamenti alle percussioni durante il tour non è sicuro che siano stati eseguiti assoli di batteria durante gli spettacoli.

### Europe 80
Immediatamente dopo la fine del Metal for Muthas Tour, gli Iron Maiden ricevettero l'occasione di aprire il British Steel Tour dei Judas Priest. Il loro primo album studio, Iron Maiden, venne pubblicato mentre il gruppo era in tour per il Regno Unito con i Judas, e saltò subito al numero 4 nelle classifiche nazionali.
Alla fine del British Steel Tour, i Maiden organizzarono un grande tour solo per loro, comprendente quattro date al Marquee di Londra (dove il gruppo fece il tutto esaurito) ed un'apparizione al prestigioso Reading Festival. Successivamente, in agosto, gli Iron Maiden accettarono di fare da gruppo spalla dei Kiss nel loro tour europeo, ma non li seguirono nelle date del Regno Unito poiché avevano già eseguito ben due tournée nella loro madrepatria quell'anno. Mentre erano in tour in Europa con i Kiss, vennero definitivamente a galla le incompatibilità tra i membri del gruppo e il chitarrista Dennis Stratton, che venne sostituito in autunno dall'ex membro degli Urchin Adrian Smith.
L'ultimo concerto dell'anno si svolse a dicembre al Rainbow Theatre di Londra, mentre la band stava già registrando il suo album successivo, Killers. Nonostante alcuni problemi tecnici che li obbligarono a suonare due volte la seconda metà del concerto, i Maiden riuscirono a registrare un primo stralcio di quello che sarebbe diventato il loro primo videoclip.

## Gruppi di supporto
Durante il tour, i Maiden furono i protagonisti assoluti di alcuni concerti nel Regno Unito, mentre in altre occasioni fecero da gruppo di supporto per Kiss, UFO, Judas Priest e Humble Pie.

## Date e tappe

### Metal for Muthas Tour

#### Metal for Muthas Tour (febbraio/marzo 1980)
| Data       | Città                            | Luogo                                |
| ---------- | -------------------------------- | ------------------------------------ |
| 01/02/1980 | Aberdeen, Scozia                 | Aberdeen University                  |
| 02/02/1980 | Glasgow, Scozia                  | Glasgow University                   |
| 03/02/1980 | Saint Andrews, Scozia            | St Andrews University                |
| 04/02/1980 | Edimburgo, Scozia                | Tiffany's                            |
| 05/02/1980 | Grimsby, Inghilterra             | Centre Hall                          |
| 06/02/1980 | Bristol, Inghilterra             | Romeo & Juliet's                     |
| 07/02/1980 | Wakefield, Inghilterra           | Unity Hall                           |
| 08/02/1980 | Huddersfield, Inghilterra        | Huddersfield Polytechnic             |
| 09/02/1980 | Manchester, Inghilterra          | UMIST                                |
| 10/02/1980 | Londra, Inghilterra              | The Lyceum                           |
| 11/02/1980 | Mansfield, Inghilterra           | Civic Theatre                        |
| 13/02/1980 | Coventry, Inghilterra            | Tiffany's (Cancellata)               |
| 14/02/1980 | Swansea, Galles                  | Circles (Cancellata)                 |
| 15/02/1980 | Hitchin, Inghilterra             | Hitchin College (Cancellata)         |
| 16/02/1980 | West Runton, Inghilterra         | West Runton Pavilion (Cancellata)    |
| 17/02/1980 | Redcar, Inghilterra              | Coatham Bowl (Cancellata)            |
| 18/02/1980 | Birkenhead, Inghilterra          | Hamilton Club (Cancellata)           |
| 19/02/1980 | Oldham, Inghilterra              | Civic Hall (Cancellata)              |
| 20/02/1980 | Blackburn, Inghilterra           | King George's Hall (Cancellata)      |
| 21/02/1980 | Carlisle, Inghilterra            | Market Hall (Cancellata)             |
| 22/02/1980 | Newcastle upon Tyne, Inghilterra | Mayfair Ballroom (Cancellata)        |
| 23/02/1980 | Leicester, Inghilterra           | Leicester University (Cancellata)    |
| 24/02/1980 | Sheffield, Inghilterra           | Top Rank (Cancellata)                |
| 25/02/1980 | Plymouth, Inghilterra            | Fiesta (Cancellata)                  |
| 26/02/1980 | Cardiff, Galles                  | Top Rank (Cancellata)                |
| 27/02/1980 | Portsmouth, Inghilterra          | Portsmouth Polytechnic (Cancellata)  |
| 28/02/1980 | Wolverhampton, Inghilterra       | Wolverhampton Civic Hall(Cancellata) |
| 29/02/1980 | Hanley, Inghilterra              | Victoria Hall (Cancellata)           |
| 01/03/1980 | Redford, Inghilterra             | The Porterhouse (Cancellata)         |
| 02/03/1980 | Birmingham, Inghilterra          | Top Rank (Cancellata)                |

#### Judas Priest - British Steel Tour (marzo 1980)
| Data       | Città                            | Luogo                               |
| ---------- | -------------------------------- | ----------------------------------- |
| 07/03/1980 | Cardiff, Galles                  | Cardiff University                  |
| 08/03/1980 | Leeds, Inghilterra               | Leeds University                    |
| 09/03/1980 | Bristol, Inghilterra             | Colston Hall                        |
| 10/03/1980 | Manchester, Inghilterra          | Apollo Theatre                      |
| 11/03/1980 | Sheffield, Inghilterra           | City Hall                           |
| 12/03/1980 | Sheffield, Inghilterra           | City Hall                           |
| 13/03/1980 | Leicester, Inghilterra           | De Montford Hall                    |
| 14/03/1980 | Londra, Inghilterra              | Hammersmith Odeon                   |
| 15/03/1980 | Londra, Inghilterra              | Hammersmith Odeon                   |
| 16/03/1980 | Southampton, Inghilterra         | Gaumont Theatre                     |
| 18/03/1980 | Aberdeen, Scozia                 | Capitol Theatre                     |
| 19/03/1980 | Edimburgo, Scozia                | Odeon                               |
| 20/03/1980 | Newcastle upon Tyne, Inghilterra | Mayfair Ballroom                    |
| 21/03/1980 | Newcastle upon Tyne, Inghilterra | Mayfair Ballroom                    |
| 22/03/1980 | Glasgow, Scozia                  | Apollo Theatre                      |
| 23/03/1980 | Queensferry, Galles              | Deeside Leisure Centre              |
| 25/03/1980 | Stoke-on-Trent, Inghilterra      | Trentham Gardens Grand Hall Theatre |
| 26/03/1980 | Birmingham, Inghilterra          | Birmingham Odeon                    |
| 27/03/1980 | Birmingham, Inghilterra          | Birmingham Odeon                    |

### Iron Maiden Tour

#### Iron Maiden Regno Unito/Belgio/Finlandia (aprile/agosto 1980)
| Data       | Città                            | Luogo                    |
| ---------- | -------------------------------- | ------------------------ |
| 01/04/1980 | Londra, Inghilterra              | Rainbow Theatre          |
| 02/04/1980 | Londra, Inghilterra              | Marquee Club             |
| 03/04/1980 | Londra, Inghilterra              | Marquee Club             |
| 05/04/1980 | Kortrijk, Belgio                 | Wheel Pop Festival       |
| 06/04/1980 | Londra, Inghilterra              | The Bandwagon            |
| 07/04/1980 | Plymouth, Inghilterra            | Fiesta                   |
| 08/04/1980 | Londra, Inghilterra              | The Ruskin Arms          |
| 10/04/1980 | Grimsby, Inghilterra             | Central Hall             |
| 14/04/1980 | Londra, Inghilterra              | The Ruskin Arms          |
| 15/05/1980 | Lincoln, Inghilterra             | Drill Hall               |
| 16/05/1980 | Newcastle upon Tyne, Inghilterra | Mayfair Ballroom         |
| 17/05/1980 | Dunfermline, Scozia              | Kinema Ballroom          |
| 18/05/1980 | Ayr, Scozia                      | Pavilion                 |
| 19/05/1980 | Aberdeen, Scozia                 | Music Hall               |
| 20/05/1980 | Carlisle, Inghilterra            | Market Hall              |
| 21/05/1980 | Bradford, Inghilterra            | St George's Hall         |
| 22/05/1980 | Withernsea, Inghilterra          | Grand Pavilion           |
| 23/05/1980 | Cambridge, Inghilterra           | Corn Exchange            |
| 25/05/1980 | Dunstable, Inghilterra           | Queensway Hall           |
| 27/05/1980 | Blackburn, Inghilterra           | King George's Hall       |
| 28/05/1980 | Wolverhampton, Inghilterra       | Wolverhampton Civic Hall |
| 29/05/1980 | Hanley, Inghilterra              | Victoria Hall            |
| 30/05/1980 | Swindon, Inghilterra             | Brunnel's Room           |
| 31/05/1980 | St Austell, Inghilterra          | Cornwall Coliseum        |
| 01/06/1980 | Bristol, Inghilterra             | Locarno                  |
| 02/06/1980 | Malvern, Inghilterra             | Winter Gardens           |
| 03/06/1980 | Portsmouth, Inghilterra          | Locarno                  |
| 04/06/1980 | Cardiff, Galles                  | Top Rank                 |
| 06/06/1980 | West Runton, Inghilterra         | West Runton Pavilion     |
| 07/06/1980 | Birmingham, Inghilterra          | Birmingham Odeon         |
| 08/06/1980 | Sheffield, Inghilterra           | Top Rank                 |
| 09/06/1980 | Liverpool, Inghilterra           | Royal County Theatre     |
| 11/06/1980 | Sunderland, Inghilterra          | Mecca Centre             |
| 12/06/1980 | Dundee, Inghilterra              | Caird Hall               |
| 13/06/1980 | Glasgow, Inghilterra             | Apollo Theatre           |
| 14/06/1980 | Middlesbrough, Inghilterra       | Town Hall                |
| 16/06/1980 | Wakefield, Inghilterra           | Unity Hall               |
| 17/06/1980 | Leicester, Inghilterra           | De Montford Hall         |
| 18/06/1980 | Chatham, Inghilterra             | Central Hall             |
| 19/06/1980 | Guildford, Inghilterra           | Civic Hall               |
| 20/06/1980 | Londra, Inghilterra              | Rainbow Theatre          |
| 21/06/1980 | Bracknell, Inghilterra           | Sports Centre            |
| 22/06/1980 | Swansea, Galles                  | Brangwyn Hall            |
| 24/06/1980 | Norwich, Inghilterra             | St Andrews Hall          |
| 25/06/1980 | Derby, Inghilterra               | Assembly Rooms           |
| 26/06/1980 | Manchester, Inghilterra          | Apollo Theatre           |
| 27/06/1980 | Bath, Inghilterra                | Pavilion                 |
| 28/06/1980 | Oxford, Inghilterra              | New Theatre              |
| 29/06/1980 | Brighton, Inghilterra            | Top Rank                 |
| 30/06/1980 | Poole, Inghilterra               | Arts Centre              |
| 01/07/1980 | Portsmouth, Inghilterra          | Locarno                  |
| 03/07/1980 | Londra, Inghilterra              | Marquee Club             |
| 04/07/1980 | Londra, Inghilterra              | Marquee Club             |
| 05/07/1980 | Londra, Inghilterra              | Marquee Club             |
| 08/07/1980 | Londra, Inghilterra              | Marquee Club             |
| 09/07/1980 | Londra, Inghilterra              | Marquee Club             |
| 11/07/1980 | Londra, Inghilterra              | Marquee Club             |
| 12/07/1980 | Londra, Inghilterra              | Marquee Club             |
| 19/07/1980 | Uleaborg, Finlandia              | Kuusrock Festival        |
| 24/07/1980 | Varsavia, Polonia                | Stadion Dziesięciolecia  |
| 10/08/1980 | Londra, Inghilterra              | Global Village           |
| 21/08/1980 | West Runton, Inghilterra         | West Runton Pavilion     |
| 23/08/1980 | Reading, Inghilterra             | Reading Festival         |

#### Kiss - Unmasked Tour Europa (agosto/novembre 1980)
| Data       | Città                 | Luogo                               |
| ---------- | --------------------- | ----------------------------------- |
| 24/08/1980 | Lisbona, Portogallo   | Cascais Hall (Cancellata)           |
| 25/08/1980 | Lisbona, Portogallo   | Cascais Hall (Cancellata)           |
| 29/08/1980 | Roma, Italia          | Castel Sant'Angelo                  |
| 30/08/1980 | Perugia, Italia       | Stadio Comunale (Cancellata)        |
| 31/08/1980 | Bologna, Italia       | Stadio Renato Dall'Ara (Cancellata) |
| 31/08/1980 | Genova, Italia        | Palasport di Genova                 |
| 02/09/1980 | Milano, Italia        | Velodromo Vigorelli                 |
| 05/09/1980 | Londra, Inghilterra   | Marquee Club                        |
| 06/09/1980 | Londra, Inghilterra   | Marquee Club                        |
| 11/09/1980 | Norimberga, Germania  | Messehalle                          |
| 12/09/1980 | Düsseldorf, Germania  | Philipshalle                        |
| 13/09/1980 | Francoforte, Germania | Rebstock-Gelände                    |
| 15/09/1980 | Dortmund, Germania    | Westfalenhalle                      |
| 17/09/1980 | Stoccarda, Germania   | Sindelfinger Messehalle             |
| 18/09/1980 | Monaco, Germania      | Olympiahalle                        |
| 20/09/1980 | Kassel, Germania      | Eissporthalle                       |
| 21/09/1980 | Bruxelles, Belgio     | Forest National                     |
| 23/09/1980 | Avignone, Francia     | Parc des Expositions                |
| 24/09/1980 | Lione, Francia        | Palais des Sports                   |
| 26/09/1980 | Lilla, Francia        | Parc des Expositions                |
| 27/09/1980 | Parigi, Francia       | Hippodrome de Pantin                |
| 28/09/1980 | Basilea, Svizzera     | Sankt Jacobshalle                   |
| 30/09/1980 | Colonia, Germania     | Stadthalle                          |
| 01/10/1980 | Brema, Germania       | Stadthalle                          |
| 02/10/1980 | Hannover, Germania    | Niedersachsenhalle                  |
| 04/10/1980 | Amburgo, Germania     | Ernst-Herck-Halle                   |
| 05/10/1980 | Leida, Paesi Bassi    | Groenoordhal                        |
| 06/10/1980 | Karlsruhe, Germania   | Schwarzwaldhalle                    |
| 09/10/1980 | Stoccolma, Svezia     | Eriksdalshallen                     |
| 10/10/1980 | Göteborg, Svezia      | Scandinavium                        |
| 11/10/1980 | Copenaghen, Danimarca | Brøndbyhallen                       |
| 13/10/1980 | Drammen, Norvegia     | Drammenshallen                      |
| 08/11/1980 | Monaco, Germania      | Rock Pop                            |

#### Iron Maiden UK Tour (novembre/dicembre 1980)
| Data       | Città                            | Luogo                             |
| ---------- | -------------------------------- | --------------------------------- |
| 21/11/1980 | Uxbridge, Inghilterra            | Brunel University                 |
| 22/11/1980 | Leeds, Inghilterra               | Leeds University                  |
| 23/11/1980 | Redcar, Inghilterra              | Coatham Bowl                      |
| 24/11/1980 | Kingston upon Hull, Inghilterra  | City Hall                         |
| 25/11/1980 | Newcastle upon Tyne, Inghilterra | City Halls                        |
| 26/11/1980 | Birmingham, Inghilterra          | Birmingham Odeon                  |
| 27/11/1980 | Derby, Inghilterra               | Assembly Rooms                    |
| 28/11/1980 | Hanley, Inghilterra              | Victoria Hall                     |
| 29/11/1980 | Sheffield, Inghilterra           | Sheffield University (Cancellata) |
| 30/11/1980 | Manchester, Inghilterra          | Apollo Theatre                    |
| 01/12/1980 | Nottingham, Inghilterra          | Rock City                         |
| 19/12/1980 | Londra, Inghilterra              | Marquee Club                      |
| 21/12/1980 | Londra, Inghilterra              | Rainbow Theatre                   |

## Scaletta
1. Intro: The Ides Of March
2. Sanctuary
3. Prowler
4. Wrathchild
5. Remember Tomorrow
6. Charlotte The Harlot
7. Killers
8. Another Life
9. Drum solo
10. Transylvania
11. Guitar solo
12. Strange World
13. Innocent Exile
14. Phantom Of The Opera
15. Iron Maiden
16. Running Free
17. Drifter
18. I've Got The Fire

Canzoni suonate solo in poche date:
1. Women in Uniform

## Formazione
- Paul Di'Anno - voce
- Dave Murray - chitarra
- Dennis Stratton - chitarra, cori
- Steve Harris - basso, cori
- Clive Burr - batteria